# Château de Fontaine-l'Évêque
Pour les articles homonymes, voir Château de Fontaine.
Le château de Fontaine-l'Évêque également connu sous le nom de château Bivort se situe à Fontaine-l'Évêque, ville belge, dans la province de Hainaut.

## Histoire
La seigneurie de Fontaine, située à la frontière du Hainaut et de Liège, relève de la famille Hennin-Liétard jusqu'en 1596. Reconstruit en grande partie après 1554, le château conserve néanmoins son enceinte du XIIIe siècle et la chapelle gothique.
Le château passe ensuite par plusieurs maisons. Vers 1674, Michel-Luc Camille de Rodoan construit le portail et la façade actuelle de la chapelle. L'aile résidentielle des XVIe et XVIIe siècles est prolongée dans la première moitié du XVIIIe siècle. Le domaine est ruiné à la fin du XVIIIe siècle.
Il est racheté en 1864 par Clément Bivort de la Saudée qui complète l'aile d'habitation, puis par la commune de Fontaine-l'Évêque en 1946.
En 1869, l'architecte Auguste Cador entreprend une restauration, mêlée d'esprit néo-médiéval, épurée lors des travaux menés en 1954 par Simon Brigode.

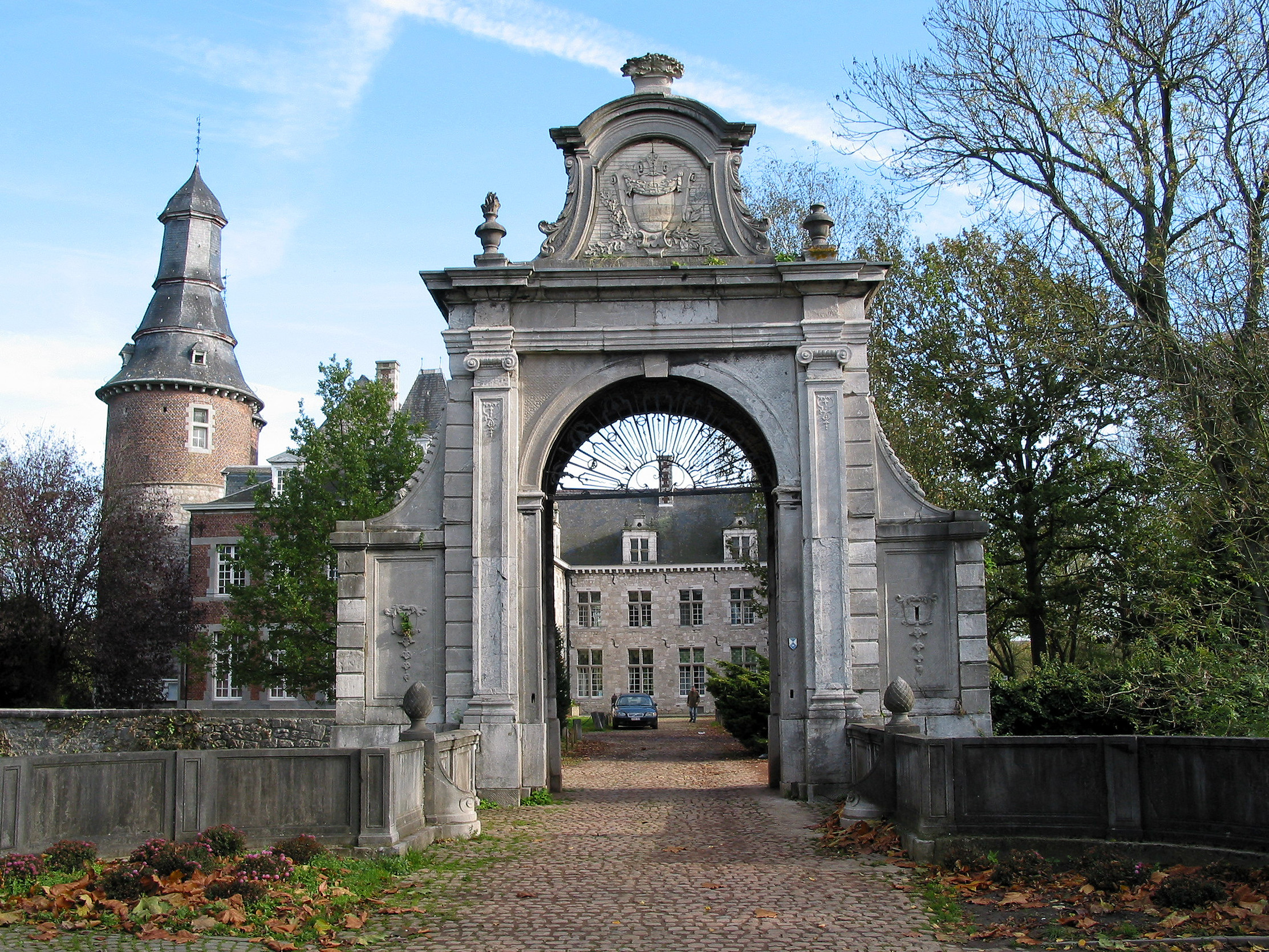
Portail.
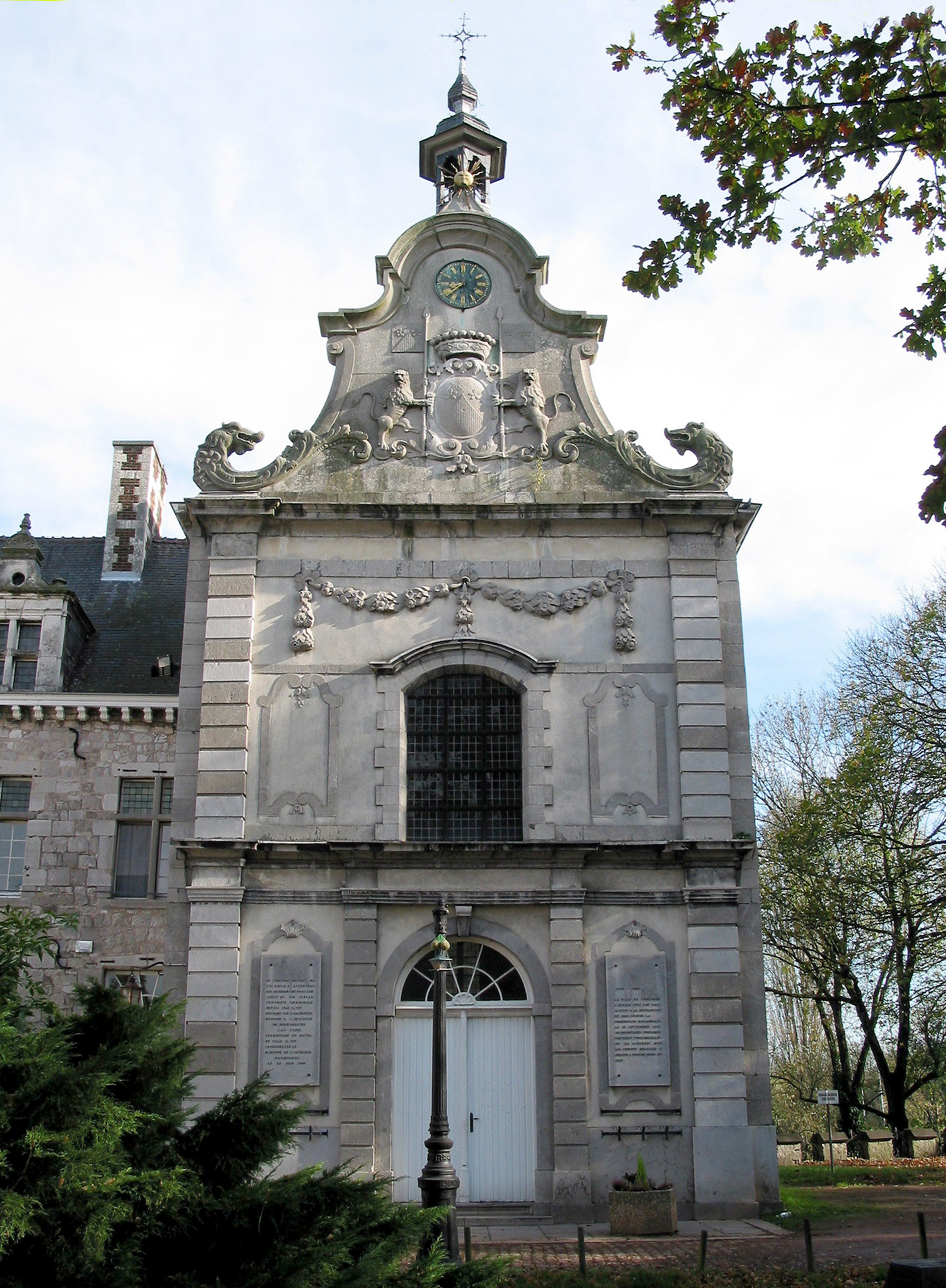
Façade de la chapelle.

## Archives
Les archives du château de Fontaine l'Evêque sont consultables aux Archives de l'État à Mons.